# Sarah Thomas (Badminton)
Sarah Thomas (* 17. November 1992 in Cardiff) ist eine walisische Badmintonspielerin. 

## Karriere
Sarah Thomas gewann in Wales in allen Nachwuchsklassen sukzessive die nationalen Meisterschaften. 2009 war sie erstmals bei den Erwachsenen erfolgreich. Fünf weitere Titel folgten bis 2012.

## Sportliche Erfolge
| Saison    | Veranstaltung                             | Disziplin   | Platz | Name                               |
| --------- | ----------------------------------------- | ----------- | ----- | ---------------------------------- |
| 2002/2003 | Wales: Einzelmeisterschaften U11          | Dameneinzel | 1     | Sarah Thomas                       |
| 2002/2003 | Wales: Einzelmeisterschaften U11          | Damendoppel | 1     | Sarah Thomas / Sophie Ttophi       |
| 2005/2006 | Wales: Einzelmeisterschaften U15          | Mixed       | 1     | Jamie van Hooijdonk / Sarah Thomas |
| 2005/2006 | Wales: Einzelmeisterschaften U15          | Dameneinzel | 1     | Sarah Thomas                       |
| 2005/2006 | Wales: Einzelmeisterschaften U15          | Damendoppel | 1     | Sarah Thomas / Sophie Ttophi       |
| 2006/2007 | Wales: Einzelmeisterschaften U15          | Dameneinzel | 1     | Sarah Thomas                       |
| 2006/2007 | Wales: Einzelmeisterschaften U15          | Damendoppel | 1     | Sarah Thomas / Sophie Ttophi       |
| 2007      | Wales: Einzelmeisterschaften der Junioren | Damendoppel | 1     | Sarah Thomas / Carissa Turner      |
| 2007/2008 | Wales: Einzelmeisterschaften U17          | Mixed       | 1     | Rhys Pritchard / Sarah Thomas      |
| 2007/2008 | Wales: Einzelmeisterschaften U17          | Dameneinzel | 1     | Sarah Thomas                       |
| 2008      | Wales: Einzelmeisterschaften der Junioren | Dameneinzel | 1     | Sarah Thomas                       |
| 2008/2009 | Wales: Einzelmeisterschaften U17          | Dameneinzel | 1     | Sarah Thomas                       |
| 2009      | Wales: Einzelmeisterschaften der Junioren | Dameneinzel | 1     | Sarah Thomas                       |
| 2009      | Wales: Einzelmeisterschaften der Junioren | Damendoppel | 1     | Sarah Thomas / Kelly Blake         |
| 2009      | Wales: Einzelmeisterschaften              | Dameneinzel | 1     | Sarah Thomas                       |
| 2010      | Wales: Einzelmeisterschaften              | Dameneinzel | 1     | Sarah Thomas                       |
| 2010      | Wales: Einzelmeisterschaften              | Mixed       | 1     | Richard Vaughan / Sarah Thomas     |
| 2011      | Wales: Einzelmeisterschaften              | Dameneinzel | 1     | Sarah Thomas                       |
| 2012      | Wales: Einzelmeisterschaften              | Dameneinzel | 1     | Sarah Thomas                       |
| 2012      | Wales: Einzelmeisterschaften              | Damendoppel | 1     | Sarah Thomas / Carissa Turner      |
| 2013      | Wales: Einzelmeisterschaften              | Damendoppel | 1     | Carissa Turner / Sarah Thomas      |
| 2013      | Wales: Einzelmeisterschaften              | Damendoppel | 1     | Oliver Gwilt / Sarah Thomas        |
| 2014      | Portugal International                    | Damendoppel | 1     | Sarah Thomas / Carissa Turner      |